# Horst Burghardt
Horst Burghardt (* 1. Mai 1958 in Köppern) ist ein hessischer Politiker (Die Grünen), ehemaliger Bürgermeister der Stadt Friedrichsdorf und ehemaliger Abgeordneter des Hessischen Landtags.

## Leben
Horst Burghardt studierte nach dem Abitur einige Semester Biologie und Chemie, legte aber kein Examen ab. 1974 machte er eine Lehre als Industriekaufmann.
Horst Burghardt arbeitete ab 1985 im Büro von Umweltminister Joschka Fischer. Am 8. April 1991 rückte Burghardt für Fischer (der sein Mandat niedergelegt hatte, nachdem er erneut Minister geworden war) in den Landtag nach. Bei der Landtagswahl in Hessen 1995 wurde er erneut in den Landtag gewählt. Im Landtag war er Mitglied im Haushalts- und Umweltausschuss und Vorsitzender des Innen- sowie eines Untersuchungsausschusses. Er kandidierte jeweils im Wahlkreis Hochtaunus I, wurde aber über die Landesliste seiner Partei gewählt.
Aus dem Landtag schied er am 1. September 1997 aus, nachdem er zum Bürgermeister in Friedrichsdorf gewählt worden war. Bereits seit 1985 war er Mitglied der Stadtverordnetenversammlung gewesen. Die Wahl erregte überregionales Aufsehen, da er einer der ersten Grünen war, die in einer Direktwahl zum Bürgermeister einer hessischen Gemeinde gewählt wurden. 2003, 2009 und erneut 2015 wurde er durch die Bürger im Amt bestätigt. 2021 trat er nicht mehr zur Wiederwahl an.

## Weblink
- Horst Burghardt. Abgeordnete. In: Hessische Parlamentarismusgeschichte Online. HLGL & Uni Marburg, abgerufen am 12. Oktober 2024 (Stand 28. November 2023).